# Polymeridium
Polymeridium är ett släkte av lavar. Polymeridium ingår i familjen Trypetheliaceae, ordningen Trypetheliales, klassen Dothideomycetes, divisionen sporsäcksvampar och riket svampar.
|              | Mycomicrothelia |
|              | |
|              | Megalotremis |
|              | |
|              | Laurera |
|              | |
|              | Trypethelium |
|              | |
|              | Pseudopyrenula |
|              | |
| Polymeridium | \| \| Polymeridium proponens \| \| \| \| \| \| Polymeridium quinqueseptatum \| \| \| \| \| \| Polymeridium subcinereum \| \| \| \| \| \| Polymeridium pleurothecium \| \| \| \| \| \| Polymeridium chioneum \| \| \| \| \| \| Polymeridium flavothecium \| \| \| \| |
|              | \| \| Polymeridium proponens \| \| \| \| \| \| Polymeridium quinqueseptatum \| \| \| \| \| \| Polymeridium subcinereum \| \| \| \| \| \| Polymeridium pleurothecium \| \| \| \| \| \| Polymeridium chioneum \| \| \| \| \| \| Polymeridium flavothecium \| \| \| \| |
|              | Campylothelium |
|              | |
|              | Bathelium |
|              | |
|              | Astrothelium |
|              | |
|              | Cryptothelium |
|              | |
|              | Aptrootia |
|              | |
|              | Architrypethelium |
|              | |
|              | Polymeridium proponens |
|              | |
|              | Polymeridium quinqueseptatum |
|              | |
|              | Polymeridium subcinereum |
|              | |
|              | Polymeridium pleurothecium |
|              | |
|              | Polymeridium chioneum |
|              | |
|              | Polymeridium flavothecium |
|              | |

|  | Polymeridium proponens       |
|  |                              |
|  | Polymeridium quinqueseptatum |
|  |                              |
|  | Polymeridium subcinereum     |
|  |                              |
|  | Polymeridium pleurothecium   |
|  |                              |
|  | Polymeridium chioneum        |
|  |                              |
|  | Polymeridium flavothecium    |
|  |                              |